# Ланёввиль-ан-Сольнуа
Ланёвви́ль-ан-Сольнуа́ (фр. Laneuveville-en-Saulnois) — коммуна во французском департаменте Мозель региона Лотарингия. Относится к  кантону Дельм.	

## География
Ланёввиль-ан-Сольнуа расположен в 34 км к юго-востоку от Меца. Соседние коммуны: Вивье на севере, Фонтени на северо-востоке, Френ-ан-Сольнуа на юге, Орьокур на западе, Донжё и Дельм на северо-западе.

## История
- Остатки древнеримской усадьбы, на месте которой в XIII веке была построена деревня.
- Была в подчинении превоте Понт-а-Муссона, в 1661 году вошла в территорию Франции.

## Демография
По переписи 2008 года в коммуне проживало 265 человек.

## Достопримечательности
- Следы древнеримского тракта.
- Церковь Сент-Мадлен 1848 года.